# Джон Кессін
Джон Кессін (також Кессін англ. John Cassin, нар. 6 вересня 1813, Провіденс — пом. 10 січня 1869, Філадельфія) — американський орнітолог, який описав 198 видів птахів, раніше не згаданих Олександром Вільсоном та Джоном Джеймсом Одюбоном.

## Біографія
Кессін народився недалеко від Філадельфії 6 вересня 1813 року в сім'ї квакерів, члени якої проявили військову та військово-морську служби. З ранньої юності, улюбленим класом Джона була орнітологія. Він вніс опис нових видів птахів і синоптичні огляди різних родин птахів у Філадельфійській академії природничих наук. Його найбільш відомі опубліковані роботи «Птахи Каліфорнії», що містить опис та кольорові гравюри з п'ятдесяти видів, яки не дає Одюбон, «Синопсис птахів Північної Америки», «Орнітологія дослідницької експедиції США», «Орнітологія експедиції Японії», «Орнітологія астрономічної експедиції Гіллі в Чилі», і глави, присвячені хижим і болотним птахам в «Ornithology of the Pacific Railroad Explorations and Surveys».
Кессін друкував та малював в ручну ілюстрації для Pacific Railroad Surveys, в яких він описував наскільки західні райони Сполучених Штатів були вивчені. Він був призначений куратором Філадельфійської академії природничих наук в 1842 році, а після смерті Джон Т. Боуена, він став головним вченим в академії. Його «Ілюстрації» повинні були вийти як 3-томна праця, але через фінансові проблеми був виданий тільки один том.
Найбільш відомі з численних публікацій Кессіна є його Ілюстрації птахів Каліфорнії, Техасу, Орегона, Британської та Російської Америки (1853-56) і Птахи Північної Америки (1860), у співавторстві з Спенсером Фуллертоном Бердом та Джорджем Ньюболдом Лоуренсом.
Помер 10 січня 1869 року внаслідок отруєння миш'яком, викликаного одним з його дослідів.

## Пам'ять
Його прізвище звучить у назвах кількох північноамериканських птахів, які зустрічаються в західній частині США: Vireo cassinii, Peucaea cassinii та Carpodacus cassinii.

## Праці
- Illustrations of the Birds of California, Texas, Oregon, British and Russian America (1853-56) ISBN 087611107X
- Birds of North America (1860) — zusammen mit Spencer Fullerton Baird und George Newbold Lawrence.
- Descriptions of all North American Birds not given by Former American Authorities (Philadelphia, 1858)
- Birds of Chile (1855)
- Ornithology of the United States Exploring Expedition (Washington, 1845)
- Ornithology of Gillies's Astronomical Expedition to Chili (1855)
- Ornithology of the Japan Expedition (1856)
- Explorations and Survey for a Railroad Route from the Mississippi to the Pacific Ocean (1858)